# Інформаційно-аналітична система
Інформаці́йно-аналіти́чна систе́ма (ІАС) — це комп'ютерна система, яка дозволяє отримувати інформацію, створювати її та здійснювати її обробку та аналіз.
Завданнями ІАС є ефективне зберігання, обробка та аналіз даних.
Технологічна платформа ІАС дозволяє підприємству (організації) здійснювати інтеграцію та координацію його бізнес-процесів.
Типова ІАС встановлюється в одному або кількох дата-центрах, в яких виконується відповідне програмне забезпечення даного підприємства (організації). ІАС може містити в собі додаткові застосунки, що працюють в рамках організаційної структури підприємства (організації), наприклад, для цілей управління.
ІАС забезпечує для підприємства (організації) єдиний інформаційний простір і гарантує, що ця інформація буде доступна на всіх функціональних рівнях ієрархії та управління.